# Moorsele
Cet article possède un paronyme, voir Moorsel.
Moorsele est une section de la commune belge de Wevelgem, en province de Flandre-Occidentale. C'était une commune à part entière jusqu'à la fusion des communes de 1977.

## Géographie
Moorsele est limitrophe des localités suivantes : Rollegem-Kapelle, Sint-Eloois-Winkel, Gullegem, Wevelgem (section de commune), Menin (section de commune), Geluwe, Dadizele et Ledegem (section de commune).

## Démographie

### Évolution démographique
- Sources : INS, Rem. : 1831 jusqu'en 1970 = recensements, 1976 = nombre d'habitants au 31 décembre[3].

## Économie
Une partie du zoning industriel Moorsele-Gullegem se trouve sur le territoire de la localité.

## Transports
L'autoroute A17/E403 sépare Moorsele du zoning industriel et de Gullegem tandis que la A19 sépare Moorsele de Wevelgem.
Les deux autoroutes sont reliées l'une à l'autre par l'échangeur de Moorsele.

## Curiosités
- L'église Saints-Martin-et-Christophe, une église-halle en briques datant du milieu du XVIe siècle. Le clocher est un monument classé.
- Deux cimetières militaires accueillant les tombes de soldats tombés au combat durant la Première Guerre mondiale :
  - le Moorseele Military Cemetery, situé dans le centre ;
  - le Kezelberg Military Cemetery, dans la campagne environnante.
- Le moulin à vent De Grote Macht : c'est un moulin à galerie en pierres datant de 1817.

## Base aérienne
Moorsele abrite une base aérienne de la composante air, bien que plus aucun appareil n'y soit stationné.

## Galerie

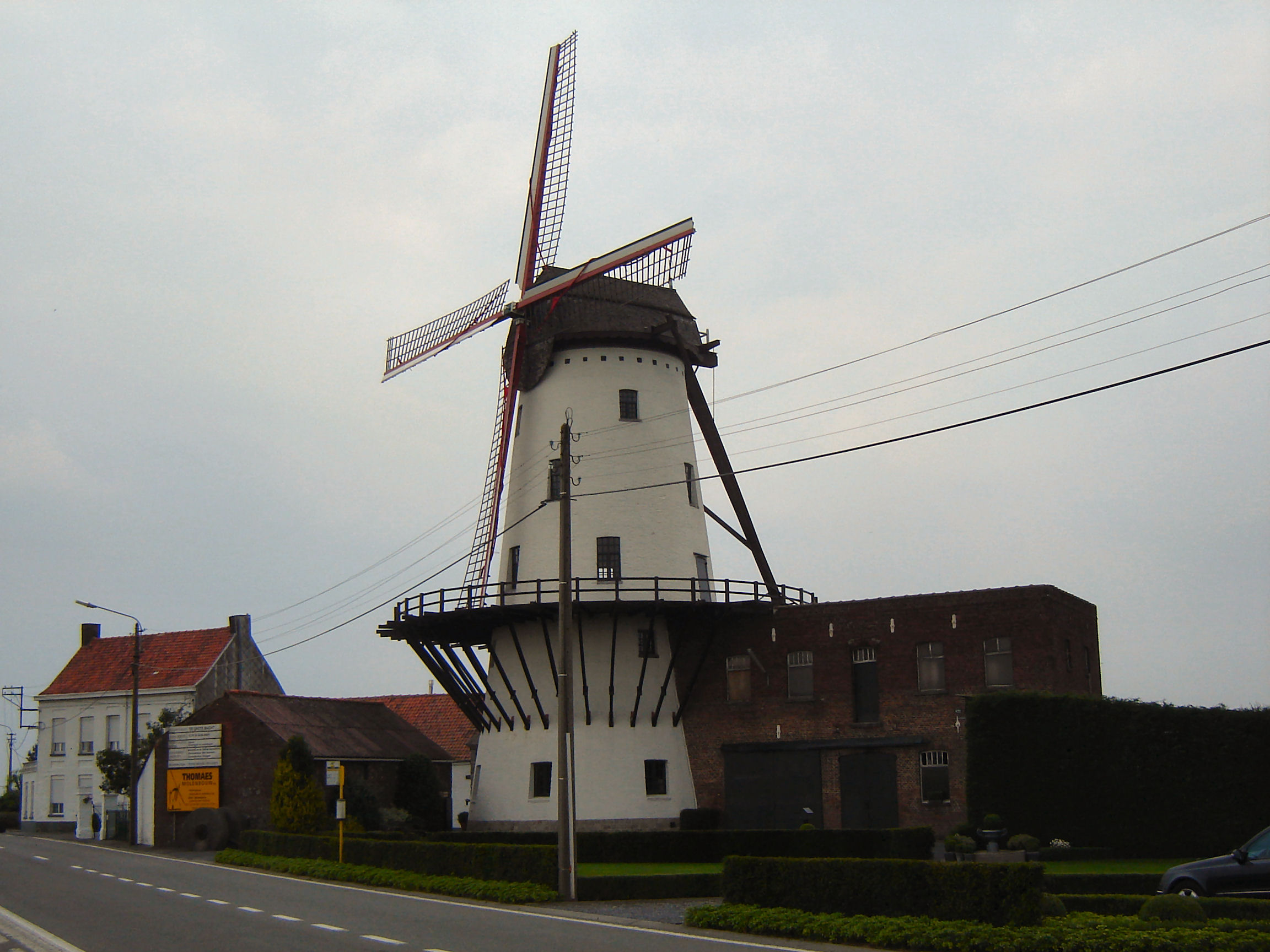
Le moulin De Grote Macht.
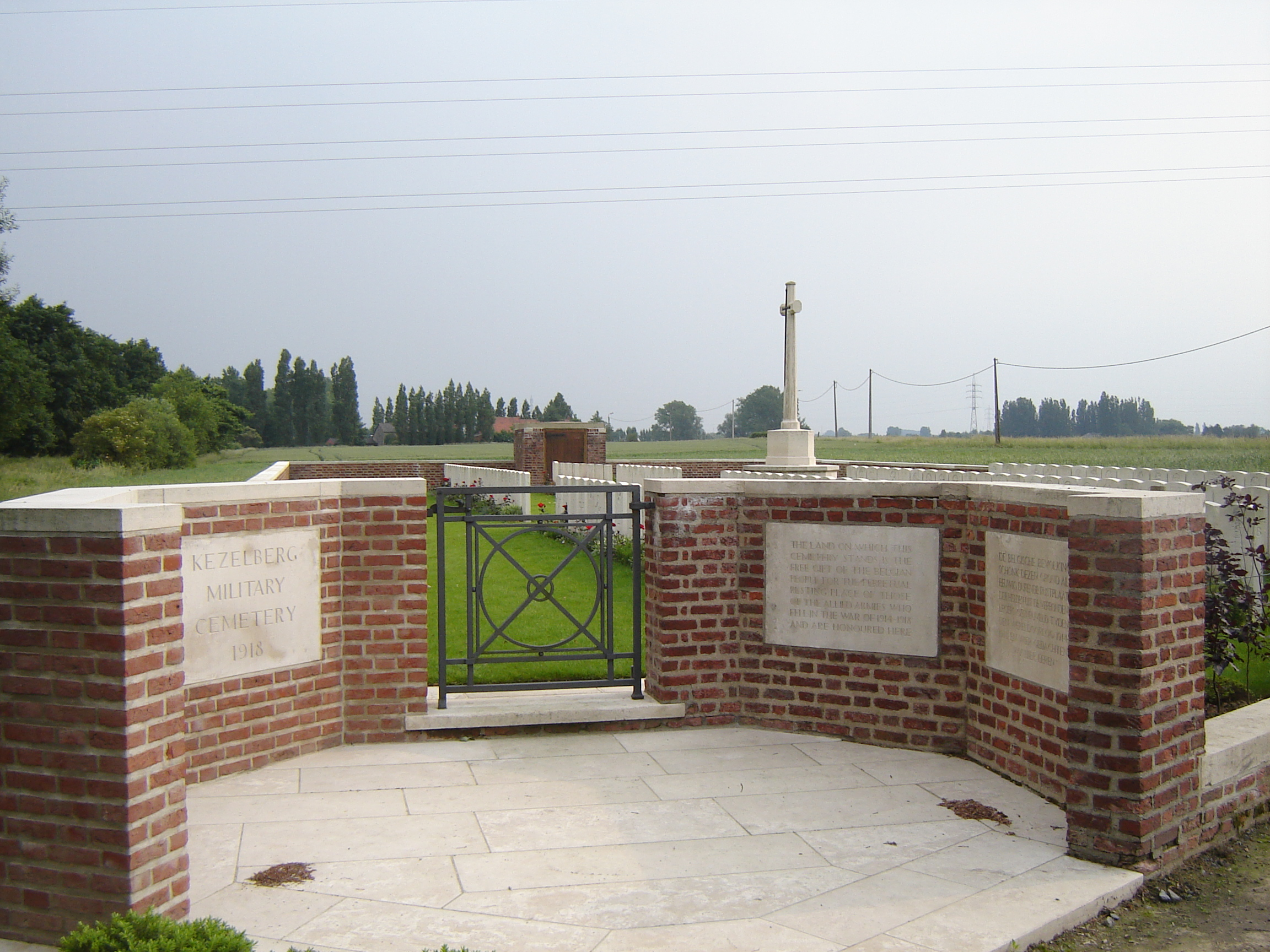
Kezelberg Military Cemetery.
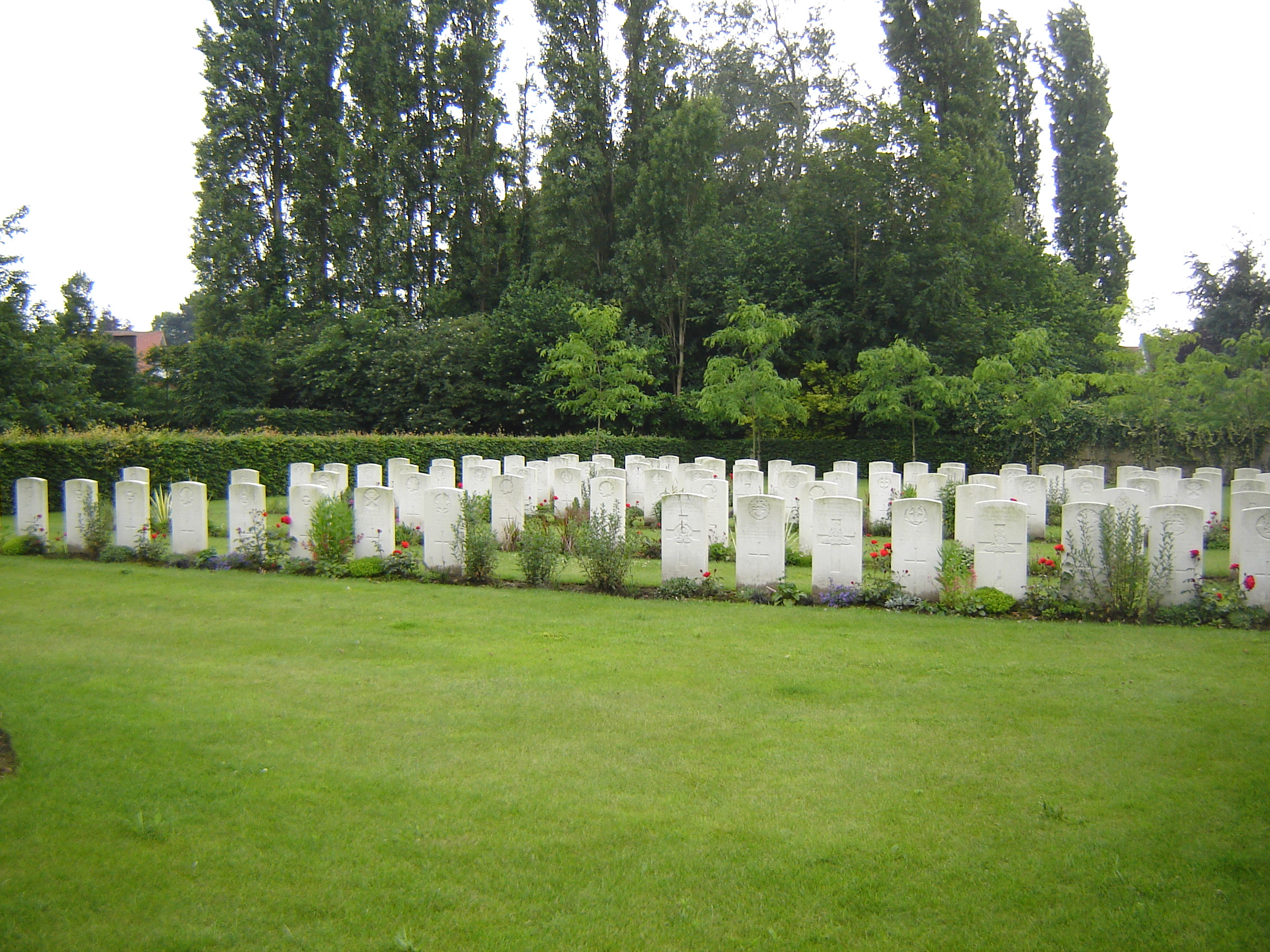
Moorseele Military Cemetery.
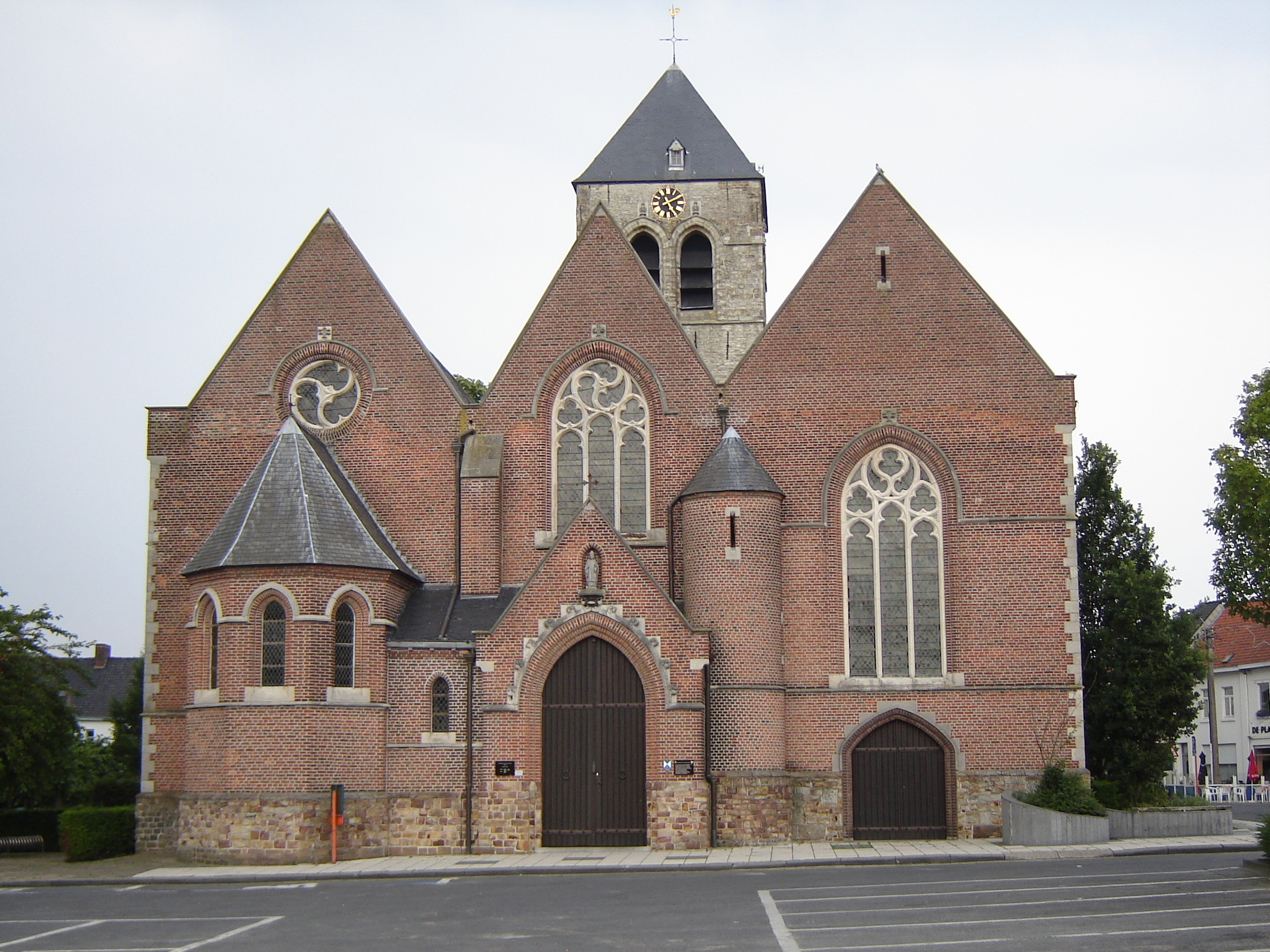
L'église Saints-Martin-et-Christophe.